# Бирюков, Игорь Григорьевич
Игорь Григорьевич Бирюков (20 марта 1931, СССР — 29 декабря 2017) — советский и российский архитектор и педагог, народный архитектор Российской Федерации (2010), член-корреспондент РААСН.

## Биография
Родился 20 февраля 1931 года в Москве в семье Маргариты Бирюковой и Григория Ухина. Отец умер, когда Игорю было 7 лет. Мать поменяла сыну фамилию на свою во время войны. Когда Игорь получал паспорт, в дате рождения была допущена ошибка, и официально его датой рождения значится 20 марта 1931 года.
Великая Отечественная война началась, когда Игорю было 10 лет. «На каждый день выделялось по 300 г хлеба на человека», — вспоминал Бирюков — «Постоянно хотелось есть».
Зимой 1941 года в ходе авиационного налета в школу № 175, в которой учился Игорь, угодила немецкая бомба, и завалы здания ученики вместе с учителями разбирали своими силами несколько дней.
Игорь Бирюков видел себя в будущем артистом Большого театра, готовился, танцевал, но не подошёл по параметрам. Один из близких друзей собирался поступать в МАИ (впоследствии МАрхИ, Московский архитектурный институт). Игорь отправился за компанию, ради интереса попробовал свои силы. Бирюкова зачислили в студенты, а друг аттестацию не прошёл.
Окончил МАрхИ в 1956 году (руководитель профессор Уллас Н. Н.).
Начал трудовую деятельность после окончания института. Работал в системе Министерства речного флота, затем старшим архитектором в НИИ сельстроя. В 1960 году вступил в КПСС. Окончил философский факультет университета марксизма-ленинизма при ЦК КПСС.
С 1961 г. работал архитектором в проектных организациях строительного комплекса Москвы: «Моспроект», «Моспроект-2», «Моспроект-3», переход — переводом. 1961 г. — старший архитектор. 1977 г. — директор института «Моспроект-3».
Член Союза архитекторов СССР (1969). Член правления Московского отделения Союза архитекторов (1970). Президент Союза московских архитекторов (1986 г.), с 1992 г. — Первый вице-президент, с 2012 г. — член Правления Союза.
Восемь раз избирался депутатом Фрунзенского районного, Красногорского городского и Московского городского Советов.
Первый заместитель генерального директора, творческий руководитель ОАО «Моспроект-3». Член Ученого Совета отделения архитектуры РААСН, член Академического Архитектурного совета МААМ, член комиссии по монументальному искусству Московского Городской Думы, член Общественного Совета Фонда ветеранов строителей Москвы.
В 1992 г. И. Г. Бирюков постановлением Правительства РФ был включен в состав Организационного комитета по созданию Российской академии архитектуры и строительных наук и принимал активное участие в работе Комитета.
Член-корреспондент Российской академии архитектуры и строительных наук (1994), профессор (2001), доктор архитектуры (2009). Почётный член Российской академии художеств (Отделение архитектуры, 2010).
Академик Российской академии естественных наук, секция «Проблемы развития Москвы и Московского региона» (2001). Академик Международной академии архитектуры (2003).
Жена — Бирюкова Вера Ивановна (род. 1941); Дочь — Крыжевская Елена Игоревна (род. 1966), дизайнер интерьеров, профессор архитектуры. Внучка — Крыжевская Юлия Олеговна (род. 1985), архитектор.
Похоронен на Калитниковском кладбище.

Могила Бирюкова на Калитниковском кладбище Москвы.

## Творчество
Проекты и постройки:
- Центральный архив Москвы (впервые в московской практике применён метод подъёма перекрытий);
- Комплекс санатория Министерства Обороны с пансионатом в Марфино. Диплом Всемирного Биеннале архитектуры (София, 1989 г.);
- Экспериментальный жилой район «Куркино». Диплом и Медаль РААСН конкурса «Лучшие научные и творческие работы в области архитектуры, градостроительства и строительных наук 2007 год». Диплом Лауреата I степени Национальной Экологической премии «ЭкоМир» за сохранение биоразнообразия и оздоровление ландшафтов. Премия Правительства РФ в области науки и техники. Диплом и Почётный знак Президиума Российской академии естественных наук за заслуги в развитии науки и экономики России;
- Торгово-административный комплекс «Женевский дом» на ул. Петровке. Диплом Всемирного Триеннале архитектуры (София, 2006 г.)
- Мемориальный архитектурно-скульптурный ансамбль «Аллея космонавтов», памятник С. П. Королёву, монументально-декоративное оформление и благоустройство парка «Космос» на Проспекте Мира (2009 г.) Золотая медаль и диплом, Гран-При МАСА за лучшую постройку 2008—2009 гг., Конкурс Правительства Москвы «Лучший реализованный проект 2009 г. в области инвестиций и строительства», победитель в номинации «Объекты культуры», «Элемент ландшафтного дизайна» и абсолютный победитель конкурса;
- Культурно-досуговый центр «Дом Москвы» в Балахне Нижегородской области. Победитель конкурса Правительства Москвы «Лучший реализованный проект 2008 года в области инвестиций и строительства в других регионах России»;
- Реставрация и восстановление объекта культурного наследия «Ансамбль Марфо-Мариинской обители милосердия» Москва. Почетный диплом «Архитектурная Сова» Международного Фестиваля «Зодчество-2008», победитель конкурса Правительства Москвы "Лучший реализованный проект 2008 года в области инвестиций и строительства в номинации «Культовые сооружения», победитель конкурса Правительства Москвы "Лучший реализованный проект 2009 года в области инвестиций и строительства в номинации «Комплексное благоустройство и озеленение территорий». Диплом гильдии профессионалов ландшафтной индустрии конкурса «Ландшафтная архитектура-2008», победитель конкурса «Ландшафтная архитектура-2009» в номинации «Общегородские территории»;
- Многофункциональный торговый центр с паркингом в районе «Измайлово». Победитель конкурса Правительства Москвы "Лучший реализованный проект 2009 года в области инвестиций и строительства в номинации «Торгово-офисные центры»;
- Реконструкция административного здания Мосгосстройнадзора Брянская ул. Москва. Победитель конкурса Правительства Москвы "Лучший реализованный проект 2010 года в области инвестиций и строительства в номинации «Офисные здания»;
- Проект православного Храма Евфросинии Великой княгини Московской, Нахимовский пр-кт. Лауреат конкурса Правительства Москвы "Лучший реализованный проект 2013 года в области инвестиций и строительства в номинации «Культовые объекты, новое строительство».

Работы в области монументального искусства:
Создание и сооружение памятника генералу Шарлю де Голлю рядом со зданием гостиницы «Космос» в Москве (2005 г., скульптор Зураб Церетели) Почётная Грамота Правительства Москвы (2005 г.);
Благоустройство территории с установкой памятника странам — участникам антигитлеровской коалиции на Аллее партизан (2005 г., скульптор Михаил Переяславец). Благодарность руководителя Организационного Комитета Правительства РФ (2006 г.)
Персональные выставки:  На протяжении последних 14 лет участвует в выставке «Мир глазами зодчих», также участник выставок в Союзе архитекторов, в Российской академии художеств (РАХ) и т. д.
Занимается такими видами искусства как графика и живопись, особое предпочтение отдается такому виду декоративно-прикладного искусства как резьба по дереву.

## Награды и звания
- Орден Почёта (1999).
- Орден Трудового Красного Знамени (1976) — за достигнутые высокие показатели в труде и успешное выполнение заданий 9-й пятилетки[5].
- Орден «Знак Почёта» (1971).
- Медаль «Ветеран труда».
- Народный архитектор Российской Федерации (2010).
- Заслуженный архитектор РСФСР (1984).
- Почётный строитель России (1999).
- Почётная грамота Московской городской думы (2015)[6].
- Лауреат премии Правительства Российской Федерации в области науки и техники.
- Две медали Союза архитекторов России «За высокое зодческое мастерство» (2001, 2006).
- Медаль «Имени В. И. Баженова».
- Золотая медаль Международной Ассоциации Союзов архитекторов (2010).
- Три международные награды Всемирных Биеннале архитектуры за авторские работы (София; 1985, 1989, 2006).
- Диплом лауреата Национальной ежегодной премии «Лучший руководитель года» (2006, 2010).
- Диплом лауреата ежегодной международной премии «Лучшая компания года» (2009).
- Золотая медаль и Диплом за «Высококачественную профессиональную деятельность и большой вклад в архитектуру и строительные науки» (Брюссель, 2013).